# Jessie (sång)
"Jessie" är en sång av den amerikanska artisten Joshua Kadison. Den släpptes i maj 1993, som debutsingeln från albumet Painted Desert Serenade. 
Den har ryktats handla om Sarah Jessica Parker, som Kadison hade ett förhållande med vid tiden.
Sången tillskrivs ofta John Denver eller ibland Elton John. Detta på grund av dess "pianorock"-stil och likheten mellan Kadisons och Johns röster. 
Den nederländska Idolartisten Jim Bakkum har gjort en cover på sången.

## Lista
Den hade varierande framgångar i olika länder (listan är ej komplett). 
| Lista                        | Topplacering | Veckor |
| ---------------------------- | ------------ | ------ |
| Tyska singellistan           | 12           | 32     |
| Schweiziska singellistan     | 11           | 22     |
| Brittiska singellistan       | 15           | 15     |
| Österrikiska singellistan    | 6            | 15     |
| Nederländska singellistan    | 10           | 20     |
| Nyzeeländska singellistan    | 15           | 14     |
| Australiensiska singellistan | 15           | 15     |
| Svenska singellistan         | 29           | 2      |
| USA:s Billboard Hot 100      | 26           | 22     |

Referenser bland annat hitparad.se och Billboard Hot 100